# 火うち箱

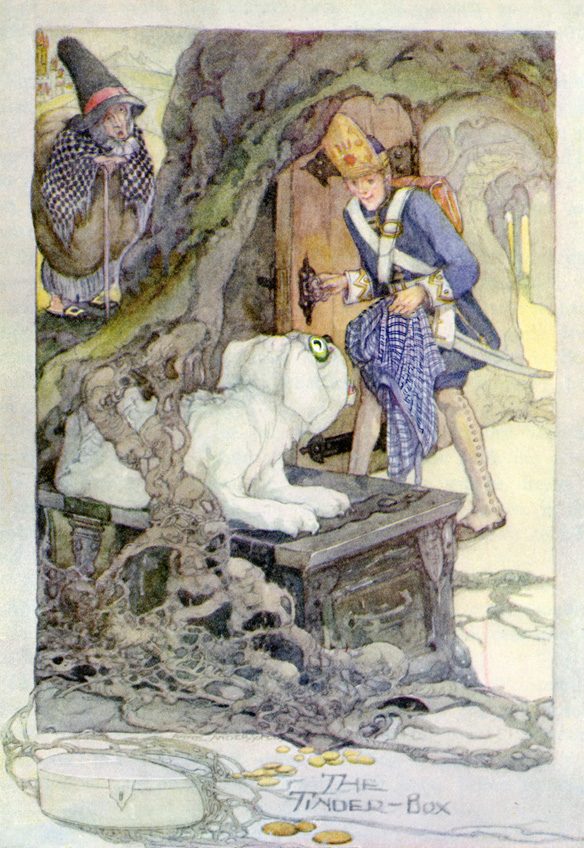
火うち箱（画:アン・アンダーソン）

「火うち箱」（ひうちばこ　丁: Fyrtøiet）は、ハンス・クリスチャン・アンデルセンの童話の一つ。アンデルセンの初めての童話集である『子どものための童話集 第一冊（丁: Eventyr, fortalte for Børn. Første Samling. Første Hefte.）』に「小クラウスと大クラウス」「エンドウ豆の上に寝たお姫さま」「イーダちゃんの花」とともに収録され、1835年5月にコペンハーゲンで刊行された。

## 評価
この童話集はアンデルセンが同年4月に発行した長編小説『即興詩人』の成功で名声を高めていた中での刊行であったが、童話が文学の一領域として十分に認められていなかった当時には「『即興詩人』が書ける作家がなぜ子どもだましの作品を書くのか」「才能ある作家が子どものおとぎ話などを書いてこれ以上時間を浪費しないように」などといった批判を受けた。また、本作は童話に必要とされていた教訓の類が見られず兵隊が姫をさらいキスをするなどといった内容から子どものためにならないとの批判もあった。一方で、アンデルセンの後援者であり物理学者のハンス・クリスティアン・エルステッドは、この初の童話集を「『即興詩人』は君を有名にしたが、童話は君の名を不滅にするだろう」と評した。

## 着想
創作童話の多いアンデルセンだが、彼にとっての童話の最初期作品ということもあり、本作は『アラビアン・ナイト』が土着化したデンマーク民話およびアダム・エーレンシュレーガーが1805年に発表し好評を博した詩劇『アラジン』を着想として書かれた。『子どものための童話集 第一冊』に収められた四編のうち『イーダちゃんの花』を除く三編は元となった童話・民話等がある。
アンデルセンは青年期より、貧困にあえぐが立身出世し最後には地位と名声を得るアラジンに自分の姿を重ね合わせたといわれ、本作の主人公である兵隊もアンデルセン自身をモチーフとしている。

## あらすじ
戦争が終わって故郷に帰還する途中の兵隊が、魔法使いの老婆に出会う。魔法使いは兵隊を見ると、大金を手に入れさせてやるから木のウロの中にある火打ち箱を取ってきてほしいとお願いする。木の中には三匹の犬が番をしていて、一匹目は目玉が茶碗の大きさほどもあり銅貨が詰まった箱の上に乗っている。二匹目は目玉が水車の大きさほどもあり銀貨が詰まった箱に乗っている。そして三匹目は目玉が円塔の大きさほどもあり金貨が詰まった箱に乗っているが、魔法使いから借りた前掛けの上に犬を座らせると大人しくなる。兵隊は大量の金貨を得て、火打ち箱も取ってくるが、火打ち箱を何に使うかを答えない魔法使いの首を刎ねてしまい、火打ち箱も自分の物にした。
かくして大金持ちになった兵隊は、色々な贅沢をしたり貧しい人々に施しをしたりして町の人気者になったが、彼は少しも働かずにお金を浪費するだけの生活を続けていたため、お金はすぐに底をついてしまう。兵隊は困窮するが、火打ち箱を一度打つと銅貨の番をしていた犬が、二度打つと銀貨の犬が、三度打つと金貨の犬が現れて持ち主の願いをかなえてくれることが分かり、兵隊は再び大金持ちになる。その頃、王様の城には美しいお姫様がいるという噂でもち切りだったが、その姿を実際に見た者は誰もいなかった。兵隊はお姫様の噂を聞くと、何とかしてお姫様の顔を見てみたいと思い、銅貨の犬に頼んで、夜中に眠っているお姫様を自分の家へ連れて来させてキスをし、その後も毎晩同じことを繰り返していたが、やがてそれが露見し、兵隊は捕らえられて、王様とお妃様の前で絞首刑に処されることになった。
牢屋の中の兵隊は一計を案じ、処刑場で「死ぬ前に最後のタバコを吸わせてほしい」と王様に頼み込む。王様の許しを得て、兵隊は魔法の火打ち箱を使い、三匹の犬を呼び出す。犬たちは兵隊の命令に従って、王様やお妃様や裁判官に噛み付き空高く放り投げ、彼ら全員を地面に叩き付けて粉々にしてしまった。兵隊は町の人たちに乞われて新しい王様になり、お姫様をお妃にした。その祝宴には、もちろん三匹の犬たちも同席していた。